# عبد الله سلطان
عبد الله سلطان (مواليد 9 أبريل 1986، لاعب كرة قدم إماراتي يجيد اللعب كحارس مرمى مع نادي الظفرة.

## مسيرة اللاعب
لعب سابقاً مع نادي العين و وانتقل إلى الظفرة عام 2013 و أعاره الظفرة إلى نادي عجمان مطلع 2018 و أعير إلى نادي دبا في عام 2018 و انتقل إلى نادي بني ياس في عام 2023 و عاد إلى نادي الظفرة في عام 2024.

## روابط خارجية
- عبد الله سلطان على موقع Soccerway.com (الإنجليزية)